# Grzegorz Sandomierski
Grzegorz Sandomierski, född 5 september 1989 i Białystok, är en polsk fotbollsmålvakt som spelar för CFR Cluj. 
Han var uttagen i Polens trupp vid fotbolls-EM 2012.